# Przepiórka (zwyczaj)

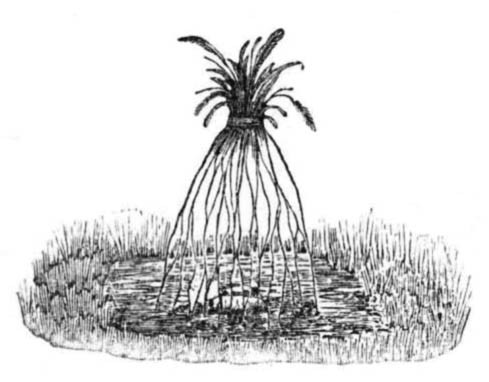
Przepiórka

Przepiórka (perepełka, broda, koza, pępek, wiązka, wiązanka, garstka) – zwyczaj ludowy znany prawdopodobnie w całej Polsce.
Na Śląsku Cieszyńskim była to przyozdobiona kwiatami wiązka zboża pozostawiona na polu. Była oznaką zakończonych żniw. Słownik gwarowy Śląska Cieszyńskiego przytacza taką wypowiedź: „Na gazdowym polu już stoi przepiórka mogymy iść zbierać kłóska”.
Na Podlasiu przepiórka to ostatnia garść niezżętego zboża składająca się z kilkudziesięciu kłosów, którą związywano u góry słomą, na dole oczyszczano z chwastów i kładziono kamień, na którym umieszczano kawałek chleba, szczyptę soli i czasem drobną monetę. Był to podarunek dla przepiórek. Na Białostocczyźnie ostatnie przepiórki przewiązane kolorową wstążeczką można było spotkać około 1965 roku.